# Telipogon latifolius
Telipogon latifolius är en orkidéart som beskrevs av Carl Sigismund Kunth. Telipogon latifolius ingår i släktet Telipogon och familjen orkidéer. Inga underarter finns listade i Catalogue of Life.